# Twinings

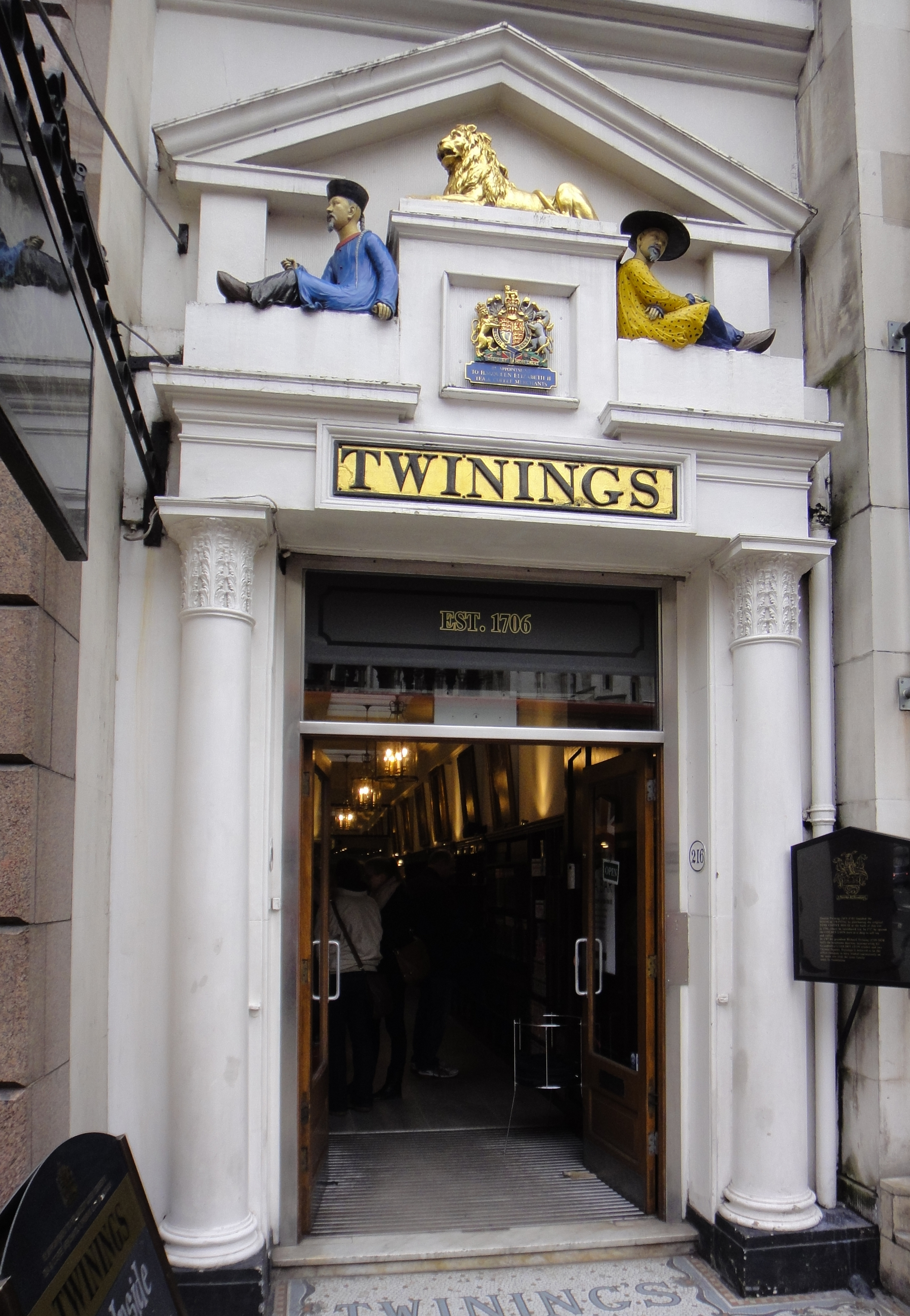
Wejście do sklepu Twinings

Twinings (wym. /ˈtwaɪnɪŋz/, pełna nazwa: R. Twining and Company Ltd) – firma herbaciana w Londynie, istniejąca od 1706 roku, a od 1964 roku będąca własnością koncernu Associated British Foods. Jej znakiem firmowym jest złoty lew. W Polsce, a dokładnie w Swarzędzu koło Poznania istnieje fabryka Twinings, która jest częścią globalnej Grupy Associated British Food, plasująca się w gronie największych producentów wyrobów spożywczych w Europie.
Podpoznańska fabryka produkcji herbat powstała w 2010 r. i jest obecnie największym zakładem wytwórczym w całej Grupie. W ciągu tygodnia wytwarza on 200 ton herbaty blendowanej, co daje ok. 75 mln torebek i ok. 320–400 tys. kartoników bądź puszek herbaty wysyłanych do klientów.
Oferta herbat Twinings obejmuje zarówno klasyczne czarne i zielone herbaty gatunkowe, jak i herbaty aromatyzowane i mieszanki owocowe i ziołowe. Specjalizuje się w wyszukanych aromatach takich jak Lapsang Souchong, English Breakfast, Lady Grey lub Darjeeling.

## Herbaty produkowane przez tę firmę

### TwiningEarl GreyTea
Cejlońska herbata aromatyzowana olejkiem bergamotowym. Jej nazwa pochodzi do nazwiska hrabiego Greya, który recepturę tej mieszanki przekazał firmie Twining’s.

### Darjeeling Tea
Uprawiana na obszarze północnych Indii w prowincji Darjeeling uchodzi za najszlachetniejszy gatunek herbaty. Charakteryzuje się wyrafinowanym, lekko cierpkim smakiem, bogatym aromatem i jasnozłotą barwą po zaparzeniu. 

### English Breakfast
Bogata i aromatyczna mieszanka łamanych herbat indyjskich i cejlońskich. Najlepsza do picia rano. Można dodawać mleko, śmietankę i cukier. 

### Irish Breakfast
Mieszanka drobnoliściastych herbat o intensywnym aromacie i ciemnym kolorze naparu. Polecana do picia rano.

### Lady Grey
Mieszanka wschodnich herbat z dodatkiem kawałków pomarańczy i skórki cytryny, lekko aromatyzowana bergamotką. Klasyczna, delikatna, idealna na popołudnie lub wczesny wieczór.

### Prince of Wales
Czarna herbata z gatunku Keemun, z domieszką oolong, o delikatnym, lekko słodkawym smaku i specyficznym zapachu. Nadaje się do picia po południu, w zależności od upodobań z mlekiem lub bez.